# Университет Святого Иосифа (Филадельфия)
Университет Святого Иосифа  (англ. Saint Joseph's University) — частный иезуитский университет в Филадельфии, штат Пенсильвания, США. Основан в 1851 году. Кампус университета расположен на окраине Филадельфии и примыкающей к ней городок Лоуэр-Мерион.
Является одним из 28 учреждений-членов Ассоциации иезуитских колледжей и университетов США.
В университете Святого Иосифа обучается около 8000 студентов бакалавриата, магистратуры и докторантуры по более чем 134 программам бакалавриата, 77 программам магистратуры и 9 программам обучения для взрослых. В его состав входят 14 центров и институтов, в том числе Центр образования и поддержки аутистов имени Кинни и Центр деловой этики имени Педро Аррупе, С.Дж.

## История
Университет Святого Иосифа, основанный иезуитами в 1851 году как колледж Святого Иосифа, является седьмым старейшим иезуитским вузом в Соединенных Штатах.
Колледж Святого Джо открылся 15 сентября 1851 года, когда 36 студентов начали занятия в здании, примыкающем к Старой римско-католической церкви Святого Иосифа на Уиллингс-аллее, между Южной 3-й и Южной 4-й улицами и Уолнат-стрит и Спрюс-стрит в Филадельфии.
В 1866 году школа Святого Иосифа переехала из Уиллингс-аллеи в целый квартал на Джирард-авеню между 17-й и 18-й улицами в Филадельфии (сейчас там находится подготовительная школа Святого Иосифа).
Университет переехал в свой нынешний кампус на Сити-авеню Хоук-Хилл в ноябре 1927 года после того, как удалось собрать более миллиона долларов и приобрести двадцать три акра земли и построить современное здание колледжа в готическом стиле.
27 сентября 2015 года Папа римский Франциск сделал остановку в университете во время своего двухдневного визита в Филадельфию.
1 июня 2022 года Университет Святого Иосифа приобрел Университет естественных наук (он же USciences и Фармацевтический колледж Филадельфии), добавив профессиональные программы в области здравоохранения и науки, включая трудотерапию, физиотерапию, фармацевтику и ассистентуру врача (поскольку USciences предлагал более 30 программ получения степеней и сертификатов по широкому спектру специальностей), широкий спектр фармацевтических и связанных со здравоохранением дисциплин. Университет естественных наук был основан в 1821 году и являлся старейшим образовательным заведением в Соединенных Штатах, специализирующимся в области фармации.